# Yoann Bagot
Yoann Bagot (Saló de Provença, 17 de setembre de 1989) és un ciclista francès, professional des del 2011 i actualment a l'equip Cofidis.
És fill del també ciclista Jean-Claude Bagot.

## Palmarès
- 2009
  - 1r a la Bordeus-Saintes
- 2010
  - 1r a la París-Mantes-en-Yvelines
- 2013
  - 1r al Tour del Gavaudan Llenguadoc-Rosselló i vencedor d'una etapa
  - Vencedor d'una etapa a la Volta a Turquia[1]

### Resultats al Tour de França
- 2013. Abandona (3a etapa)

### Resultats a la Volta a Espanya
- 2011. 116è de la Classificació general
- 2012. No surt (8a etapa)
- 2013. 21è de la Classificació general
- 2014. 119è de la Classificació general
- 2015. 98è de la Classificació general
- 2016. Abandona (9a etapa)